# 日本基督教連盟
日本基督教連盟（にほんきりすときょうれんめい）は、日本のキリスト教教会合同運動団体である。この運動団体は国内外の諸教会の合同を目的として1923年に設立された。戦前はエキュメニズムのことを教会合同と呼んでいた。

## 歴史
1878年に始まった全国基督教信徒大親睦会が1884年に基督教徒福音同盟として組織される。1911年には8つの教派により日本基督教会同盟が創立された。その後、海外の世界教会運動の影響を受け、関東大震災直後の1923年11月に基督教連盟が創立された。
総会議に鵜崎庚午郎を選び、常議委員と伝道、教育、文学、社会、国際親善の5つの部門が設置された。初代常議員会会長は千葉勇五郎が就任し、総幹事は宮崎小八郎が就任した。機関紙として『聯盟時報』と『基督教年鑑』を発刊した。そして、関東大震災の救済事業と全国教化運動を推進した。
1928年には海老沢亮が総主事に就任する。1929年(昭和4年)の日本基督教連盟の協議会において、賀川豊彦がエルサレム会議の精神を継続する神の国運動を提唱し、富田満が委員長に就任。海老沢亮が総主事に就任。
1937年7月22日、「時局に関する宣言」を発表し、国策協力を表明した。
1938年には富田が日本政府の命によりソウルに赴き、朝鮮の牧師たちに国民儀礼である神社参拝を勧めた。
日本基督教連盟は「合同基礎案」を作成し、合同教会を模索していたが、1941年6月、富田や海老沢を指導者とした日本基督教団の設立によって達成され、連盟は発展解消した。わずかにカトリック教会、ギリシア正教会および他宗教団体の連絡機関として、日本基督教連合会という小組織を残した。
戦後は、小崎道雄を議長として日本キリスト教協議会が発足した。富田は引き続き、日本キリスト教協議会の幹部となり、戦後もエキュメニカル運動を指導した。

## 主な参加団体
- 日本基督教会
- 日本組合基督教会
- 日本メソヂスト教会
- 日本キリスト教青年会
- 日本キリスト教女子青年会
- 日本日曜学校協会